# Șablon web
Un șablon web este o machetă predefinită de site web, situată inițial pe discul dur al utilizatorului, și care poate fi folosită drept punct de plecare pentru crearea unui sit "adevărat" ce urmează a fi publicat în web.
Aceste machete sunt foarte utile începătorilor din domeniul designului paginilor web, atunci când aceștia doresc să își creeze un sit de calitate. Pe de altă parte, șabloanele web nu oferă întotdeauna funcționalitatea complexă de care are nevoie un sit real (coș de cumpărături, formulare dinamice, etc.).
O altă utilizare a șabloanelor web are loc ca parte integrantă a programelor pentru realizarea de site-uri web gratuite. În acest scop, șabloanele servesc ca punct de plecare în construirea site-ului, constituie structura acestora și sunt, de regulă, foarte ușor de personalizat. 
Șabloanele web folosite ca machetă pentru crearea site-urilor prin intermediul unor programe sunt, de obicei, gratuite. Acestea se deosebesc de alte șabloane web prin aceea că uzitează de metoda drag and drop pentru construirea paginilor web.